# تيلمي (تيلمي)
تيلمي هو دُوَّار يقع بجماعة إملشيل، إقليم ميدلت، جهة درعة تافيلالت في المملكة المغربية. ينتمي الدوّار لمشيخة تيلمي التي تضم 4 دواوير. يقدر عدد سكانه بـ 840 نسمة حسب الإحصاء الرسمي للسكان والسكنى لسنة 2004.

## روابط خارجية
- البوابة الوطنية للجماعات الترابية نسخة محفوظة 12 مارس 2018 على موقع واي باك مشين.
- المندوبية السامية للتخطيط